# Línea 107 (Tucumán)
La Línea 107 es una línea de colectivos interurbana operada por El Ceibo S.R.L. Esta conecta las localidades de San Miguel de Tucumán y Las Talitas del Gran San Miguel de Tucumán.

## Recorrido

### Ramal Barrio Arte Gráfico- Barrio Galicia[1][2][3]
Av. Juan B. Justo, José Hernández, Williams Cross, Av. Francisco de Aguirre, Rivadavia, Córdoba, José Colombres, Alberdi, Crisóstomo Álvarez, Charcas, Av. Brígido Terán, Av. Soldati, Francia, Av. Avellaneda, Av. Juan B. Justo, México, Monteagudo, William Cross, Pedro de Mendoza, Av. Juan B. Justo, Ruta 305, Barrio Experimental II, Ruta 305, Barrio Lomas del Salvador, Calle 75, Calle 16, Calle 79, Calle 10, Barrio Arte Gráfico, Barrio Galicia, Calle 73, Calle 12, Calle 63, Calle 14, Calle 55, Bº El Sol, Calle 20, retornando por la misma hasta Calle 55, Calle 14, Calle 63, Calle 12, Barrio Galicia, Barrio Arte Gráfico, Calle 73, Calle 10, Calle 75, Barrio Lomas del Salvador, Ruta 305, Barrio Experimental II, Av. Juan B. Justo, José Hernández, Av. Williams Cross, Av. Fco. de Aguirre.

## Lugares de Interés
- Hospital Centro de Salud
- Parroquia San Roque